# 致病疫霉
致病疫霉（学名：Phytophthora infestans）是一种卵菌纲微生物，可引起茄科植物的晚疫病。它是導致1840年代爱尔兰大饥荒的主要原因。